# یواس‌اس بنولنس (ای‌ایچ-۱۳)
یواس‌اس بنولنس (ای‌ایچ-۱۳) (به انگلیسی: USS Benevolence (AH-13)) یک کشتی بود که طول آن ۵۲۰ فوت (۱۶۰ متر) بود. این کشتی در سال ۱۹۴۴ ساخته شد.